# Josep Capuz i Mamano
Josep Capuz i Mamano (València, 29 d'agost de 1884 — Madrid, 9 de març de 1964) va ser un escultor valencià.
És considerat un dels artistes cabdals en la renovació de la tècnica escultòrica duta a terme a l'Espanya del primer terç del segle xx. La seua obra pertany al classicisme modern, un corrent europeu que cercà trenca amb el realisme naturalista exemplificat per altres escultors com Marià Benlliure.

## Biografia
Nascut en un entorn familiar eminentment artístic, la seua formació s'inicià amb son pare (Antoni Capuz i Gil) i el seu oncle a l'Acadèmia de Belles Arts de Sant Carles, a València, passant l'any 1904 a l'Acadèmia de Belles Arts de San Fernando, a Madrid i al taller del Pare Félix Granda, un dels més destacats de la seua època en imatgeria religiosa. Després d'una beca que li possibilità un primer viatge a Roma, amb visites a Florència, Nàpols o París, retorna a Espanya.
Durant la seua estada a Roma va conéixer un altre becat, qui després esdevindria un destacat pintor, Josep Nogué Massó, qui va retratar Capuz l'any 1910. L'obra, d'excel·lent factura, es conserva en el Museu Provincial de Jaén i és propietat de la Junta d'Andalusia.
A partir de la dècada del 1920 va adquirir anomenada en els ambients artístics espanyols, compaginant la creació amb la didàctica a l'Escola d'Arts i Oficis de Madrid, com a catedràtic de Modelatge i Buidatge. També va exercir de catedràtic a l'Escola de Belles Arts de Barcelona. El 1927 va ser nomenat Acadèmic de Belles Arts de San Fernando i va rebre la medalla d'Or de l'Exposició Internacional de París de 1937.

## Obra

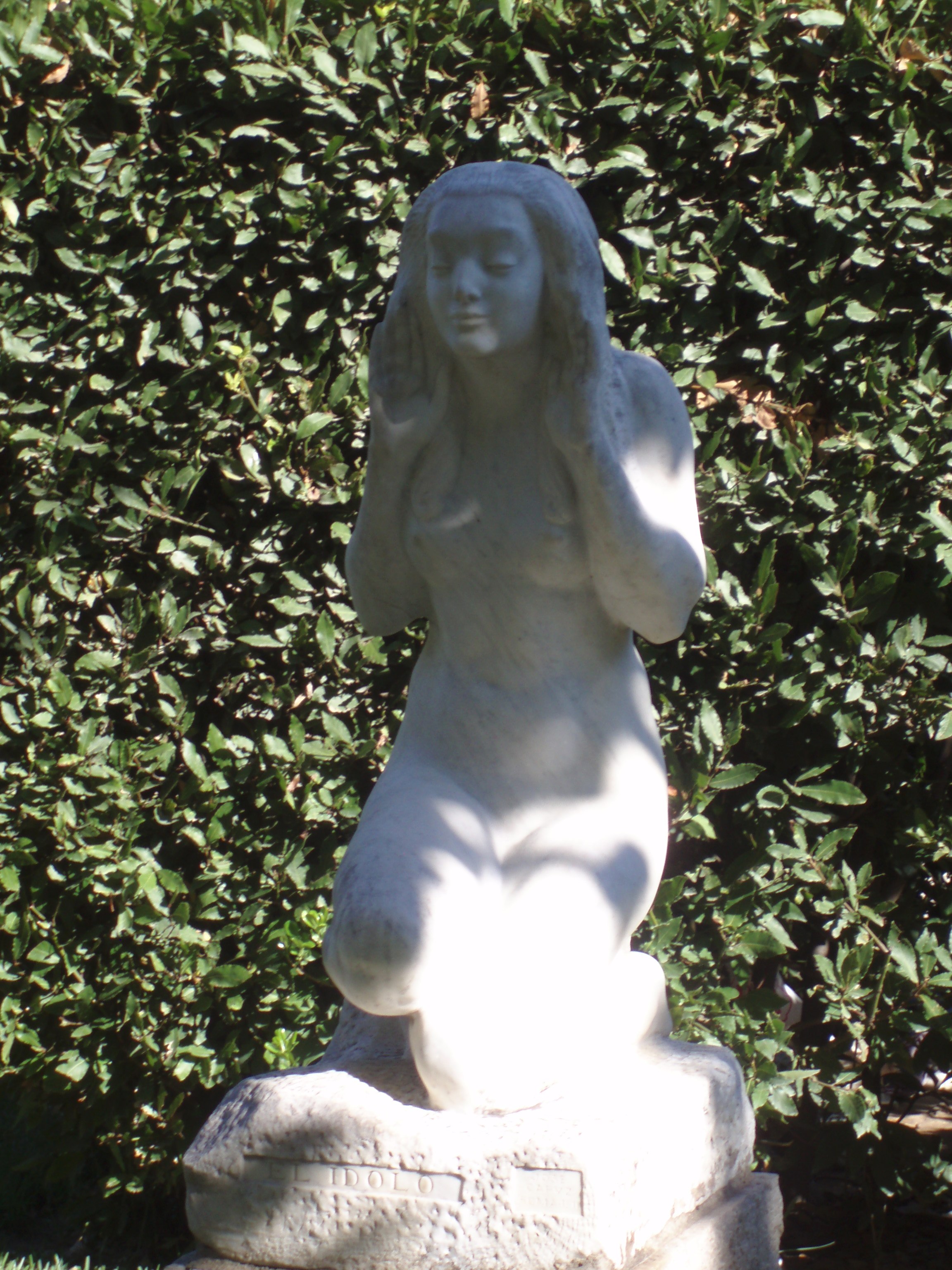
L'ídol, escultura de Josep Capuz als Jardins del Real de València.

Capuz i Mamano va saber compaginar la visió clàssica de l'escultura amb els corrents moderns de l'època. Va treballar amb mestria en molt diversos materials, tant en bronze com en pedra o fusta.

### Monuments
- Justino Flórez, Jaén 1930.
- Doctor Francesc Moliner, València 1919.
- Comandant Villamartín, Cartagena, 1926.
- Francisco Franco, Madrid 1964. Estàtua eqüestre que es va situar durant anys enfront de Nuevos Ministerios a Madrid, amb còpies a València, Ferrol i Santander.

### Obra religiosa
La major part de la seua producció en aquest àmbit va estar destinada a la Setmana Santa de Cartagena. Per a la Confraria del nostre Pare Jesús Natzarè, va fer:
- Santíssima Mare de Déu de la Pietat, 1925
- Crist Jacent, 1926
- Davallament de Crist, 1930
- Santíssima Mare de Déu de la Soledat, 1930. Desapareguda l'any 1936
- El nostre Pare Jesús Natzarè, 1931. Desaparegut el 1936
- Santíssima Mare de Déu Dolorosa, 1931. Desapareguda el 1936
- Santíssima Mare de Déu de la Soledat, 1943
- Sant Joan Evangelista, 1943
- El nostre Pare Jesús Natzarè, 1945
- Sant Amor de Sant Joan en la Soledat de la Mare de Déu, 1953

També va executar obres religioses per a altres localitats. És el cas de:
- Assumpció de la Mare de Déu. Elx, 1940
- Mare de Déu dels Dolors. Llorca, 1941
- Jesús Natzarè del Pont. Conca, 1941
- Santíssima Mare de Déu de la Pietat. Cieza, 1943
- Negació de Sant Pere. Elx, 1945
- Grup del Ressuscitat. Màlaga, 1946
- Santíssima Mare de Déu del Roser. Alhama de Múrcia
- Crist crucificat, per als jesuïtes de Madrid, etc.

### Altres obres
- L'ídol, Nu assegut, Dona en un arbre, Dona pentinant-se, etc.